# Solares
Pour les articles homonymes, voir Solares (homonymie).
Solares est une localité espagnole de Cantabrie, faisant partie de la ville de Medio Cudeyo, située à 20 km à l'est de Santander et réputée pour son eau minérale du même nom.
Selon l'Institut nationale de la statistique d'Espagne, Solares comptait 3 929 habitants au 1er janvier 2022.

## Personnalités liées à la localité
- Antonio Ibáñez de la Riva Herrera (1633-1710), archevêque de Saragosse et Grand Inquisiteur né à Solares ;
- Alfredo Pérez Rubalcaba (1951-2019), homme d'État espagnol né à Solares ;
- Athenea del Castillo (2000-), footballeuse internationale espagnole née à Solares.